# Landesarbeitsgericht München
Das Landesarbeitsgericht München ist neben dem Landesarbeitsgericht Nürnberg eines von zwei Landesarbeitsgerichten (LAG) im Freistaat Bayern. 2006 wurde mit Angelika Mack die erste Frau zur Präsidentin des Landesarbeitsgerichts München ernannt.

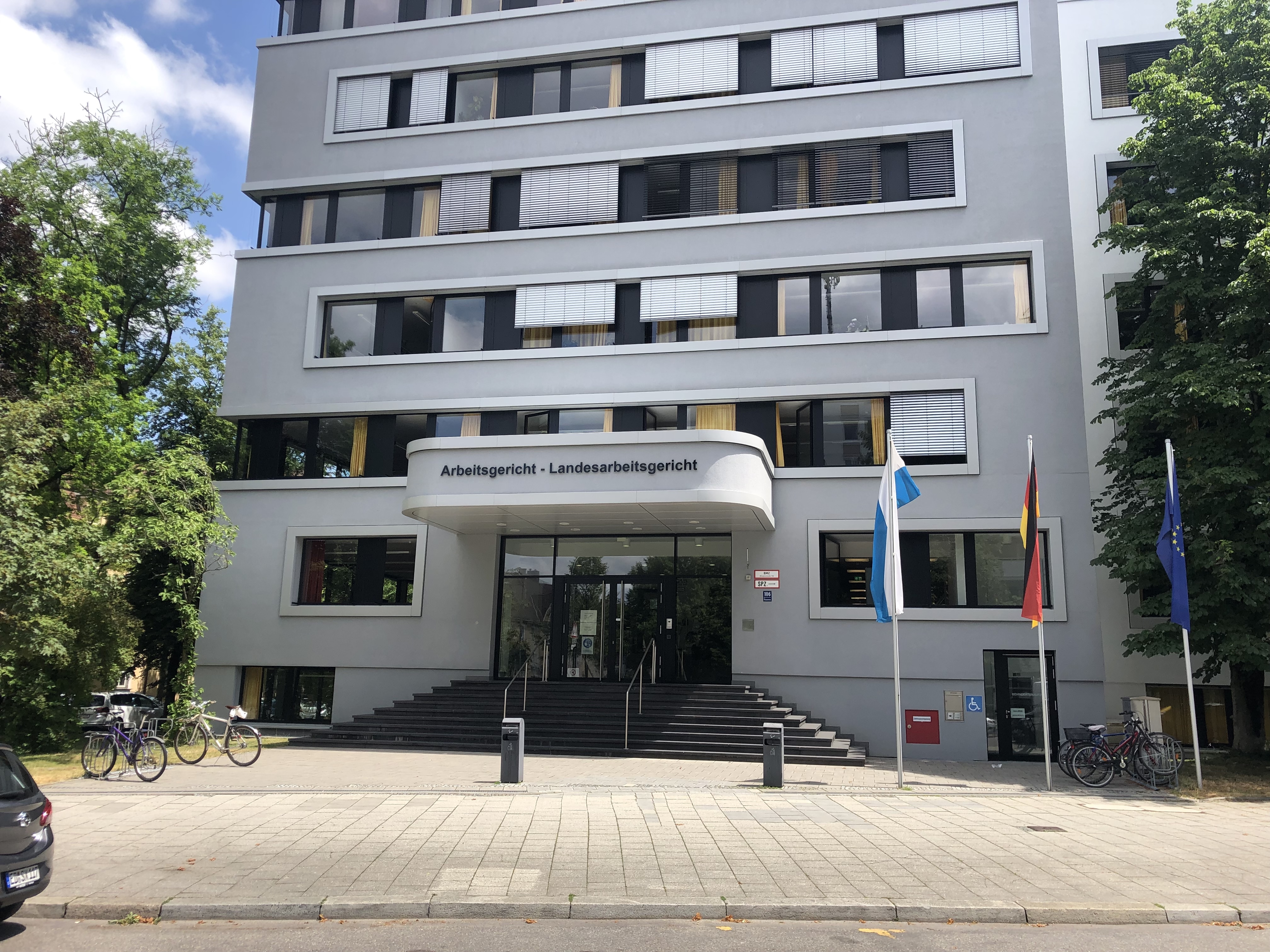
Arbeitsgericht und Landesarbeitsgericht München seit 1. Mai 2014

## Gerichtssitz und -bezirk
Das Gericht hat seinen Sitz in München. Es ist als Berufungs- und Beschwerdegericht zuständig für die Arbeitsgerichte Augsburg, Kempten, München, Passau, Regensburg und Rosenheim.

## Gerichtsgebäude
Das Gericht befindet sich seit Anfang Mai 2014 in der Winzererstraße 106, 80797 München; zuvor war es in der Winzererstraße 104, im selben Gebäude wie das Arbeitsgericht München.

## Leitung
- 1958–1961 Günter Schmidt, * 18. Dezember 1911
- 1964–1976 Günter Schmidt
- 1977 Hans Schönauer, * 28. Mai 1927, † 29. April 2013
- 1977–1992 Walter Schmidt, * 22. März 1934
- 1992–2006 Peter Mayer, * 1. Juli 1936, † 24. August 2018
- 2006–2013 Angelika Mack, * 22. Januar 1947
- 2013–2016 Dieter Moeller[1], * 1949
- Seit 2016 Harald Wanhöfer[2], * 1960

## Organisation
Im Januar 2010 waren elf Kammern gebildet. Die Zuweisung der Rechtsstreite erfolgt nach dem Eingang der Rechtsmittelschrift. Fachkammern bestehen nicht.

## Instanzenzug
Rechtsmittelgericht für das Landesarbeitsgericht München ist das Bundesarbeitsgericht in Erfurt.

### Geschichte
Gemäß Arbeitsgerichtsgesetz vom 23. Dezember 1926 wurden in Deutschland Arbeitsgerichte gebildet. Diese waren nur in der ersten Instanz organisatorisch selbstständige Gerichte, die Landesarbeitsgerichte waren den Landgerichten zugeordnet. Am Landgericht München I entstand so 1927 das Landesarbeitsgericht München als eines von 23 Landesarbeitsgerichten in Bayern. Sein Sprengel umfasste die 14 Arbeitsgerichte Dachau, Dorfen, Ebersberg, Erding, Freising, Fürstenfeldbruck, Garmisch, Haag, Mainburg, Miesbach, München, Tölz, Weilheim und Wolfratshausen. Zum 1. Januar 1930 wurden eine Vielzahl von Arbeitsgerichten aufgehoben und die Zahl der Landesarbeitsgerichte auf 7 reduziert. Aus dem Sprengel des Landesarbeitsgerichts München wurden die Arbeitsgerichte Dorfen, Haag, Mainburg und Wolfratshausen aufgehoben. Die Landesarbeitsgerichte Deggendorf, Landshut, Passau, Straubing und Traunstein wurden aufgehoben und deren Arbeitsgerichte dem Landesarbeitsgericht München zugeordnet. Damit kamen folgende Amtsgerichte neu in den Sprengel des Landesarbeitsgerichts München: Altötting, Deggendorf, Freyung, Kötzting, Landau an der Isar, Landshut, Neumarkt an der Rott, Passau, Pfarrkirchen, Regen, Reichenhall, Rosenheim, Simbach, Straubing, Traunstein, Trostberg und Vilshofen.
Nach der Besetzung Deutschlands durch die Alliierten wurden 1945 zunächst alle Gerichte geschlossen. Die ordentlichen Gerichte wurden schon bald wieder eröffnet, während die Arbeitsgerichte zunächst nicht wieder eingerichtet wurden, so dass arbeitsgerichtliche Streitigkeiten von den ordentlichen Gerichten erledigt werden mussten. Gemäß Kontrollratsgesetz 21 vom 30. März 1946 sollten in Deutschland Arbeitsgerichte aufgebaut werden. Mit dem bayerischen Vollzugsgesetz vom 6. Dezember 1946 richtete das Staatsministerium für Arbeit und Sozialordnung am 30. Januar 1947 die Arbeitsgerichte, darunter das Landesarbeitsgericht München als einziges bayerisches Landesarbeitsgericht, wieder ein. In Nürnberg entstand eine Zweigstelle (detachierte Kammer) des Münchener Landesarbeitsgerichtes. Dem Landesarbeitsgericht München waren nur folgende Arbeitsgerichte nachgeordnet (in Klammern jeweils die Zweigstellen des Gerichtes): Arbeitsgericht Augsburg (Donauwörth, Memmingen, Kempten), Arbeitsgericht München (Ingolstadt, Weilheim), Arbeitsgericht Passau (Deggendorf, Pfarrkirchen), Arbeitsgericht Regensburg (Landshut, Straubing) und Arbeitsgericht Rosenheim (Mühldorf, Traunstein).
Zum 1. August 1953 erfolgte eine Neuordnung der Arbeitsgerichte. Nun gehörten zum Sprengel des Landesarbeitsgerichts München die Arbeitsgerichte Augsburg, Kempten (Zweigstelle Kaufbeuren), München (Weilheim), Passau (Deggendorf), Regensburg (Landshut, Straubing) und Rosenheim (Mühldorf, Traunstein). Am 28. Dezember 1953 wurden die Zweigstellen Straubing und Mühldorf aufgehoben. Am 30. November 1961 wurde die Zweigstelle Kaufbeuren aufgehoben.
Im Rahmen der Gebietsreform wurde mit Gesetz vom 12. Juni 1973 die Organisation der Arbeitsgerichte neu geordnet. Dabei entstand das Landesarbeitsgericht Nürnberg wieder neu als selbstständiges Gericht. Die Gliederung der Arbeitsgerichte des Landesarbeitsgerichtes München blieb unverändert.